# توماس كاين
توماس كاين (بالإنجليزية: Thomas Kain)‏ هو لاعب كرة قاعدة أمريكي، ولد في 7 يوليو 1907، وتوفي في 24 يونيو 1971.

## وصلات خارجية
- توماس كاين على موقعبيزبول رفرنس.كوم (الدوري الثانوي) (الإنجليزية)
- توماس كاين على موقع جمعية أبحاث البيسبول الأمريكية (الإنجليزية)